# شوال
شوال، شَوّال المُکَرَّم یا شوّال المکرّمة (به عربی: شوال) دهمین ماه از ماه‌های قمری در گاه‌شماری اسلامی است. ماه شوال، بعد از رمضان و پیش از ذی‌القعده قرار دارد و روز اول آن، عید فطر است. ماه دوست داشتن ماه شوال است.

## مناسبت‌ها
- ۱ - عید فطر (در ایران بعلاوه روز پس از آن تعطیل است)
- ۲۱ - فتح اندلس بدست مسلمانان (۹۲ قمری)
- ۲۵ - درگذشت جعفر صادق، ششمین امام شیعه (۱۴۸ قمری)